# 有田食品
有田食品株式会社（ありたしょくひん）とは、和歌山県有田市にある食品メーカー。

## 沿革
- 1941年 - 創業。
- 1971年7月17日 - 有田食品株式会社を設立。
- 1991年 - ニチレイと業務提携。
- 2000年 - エイエイエスケータリングと業務提携し、病院食の生産開始。
- 2002年5月 - 本社工場がISO 9001（UKAS認定）の認証を取得。

## 業務内容
- レトルト・冷凍食品など即席食品のほか、機内食などの製造・販売も行われている。